# Aleksandr Ivannikov
Aleksandr Ivannikov (né le 23 janvier 1945 à Moscou) est un ancien sauteur à ski soviétique.

## Palmarès

### Jeux Olympiques
| Épreuve / Édition | Innsbruck 1964! |
| Petit Tremplin    | 17e             |
| Grand Tremplin    | 6e              |

### Championnats du monde de vol à ski
| Épreuve / Édition | Planica 1972 |
| Individuel        | 30e          |